# Taijitu
Cette page contient des caractères spéciaux ou non latins. S’ils s’affichent mal (▯, ?, etc.), consultez la page d’aide Unicode.

Centre du symbole du Taiji (Taìjí tú), surnommé en Chine poissons yin et yang.

Le taijitu (chinois simplifié : 太极图 ; chinois traditionnel : 太極圖 ; pinyin : taìjítú ; Wade : t'ai⁴chi²t'u²) (figure du faîte suprême), encore appelé « symbole du Yin et du Yang » ou « symbole taoïste », est un symbole chinois associé au taoïsme et au néo-confucianisme. Ce sont les penseurs de ce dernier courant, en particulier Zhu Xi, qui l’ont popularisé à partir des Song sous la forme ci-contre, la plus généralement connue, parfois entourée des huit trigrammes (bāguà) (1). D’autres formes existent, dont celle décrite par Zhou Dunyi et utilisée pour la pratique de l’alchimie interne taoïste neidan. Sa forme évoque plus ou moins celle du magatama.
Il figure sur le drapeau de la Corée du Sud, sous la forme du Taegeuk avec les couleurs rouge et bleue, autre représentation courante de ce symbole.
Caractère UTF-16 : U+262F (☯), entité XML : &#9775; (☯)

## Figure géométrique

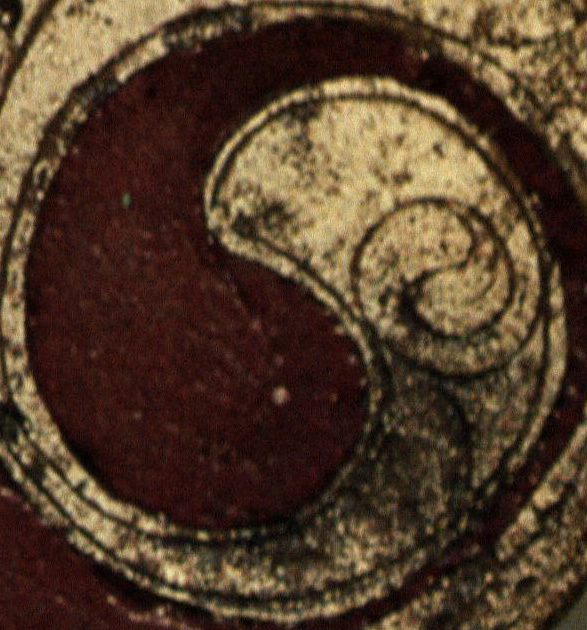
Motif yin yang celtique (moitié du Ier siècle).

« Le yin-yang est une figure de tracé géométrique inscrite à l'intérieur d'un cercle. Sur un diamètre de celui-ci, on trace deux nouveaux cercles, qui sont internes et dont le diamètre respectif est égal au rayon du cercle qui les contient. De ces cercles internes on conserve ensuite seulement le tracé des deux demi-cercles qui se prolongent entre eux en décrivant une esse. On obtient alors comme deux pétales qui s'enroulent entre eux. »

## Symbolisme romain
Sur une copie médiévale de la Notitia dignitatum (Ve siècle) représentant des boucliers, apparaît sur la quatrième ligne, troisième objet en partant de la gauche, l'une des premières représentations du symbole connu aujourd'hui comme le symbole yin-yang. On peut trouver un autre symbole yin-yang sur le bouclier des Mauri Osismiaci et un motif semblable au taijitu de Zhou Dunyi sur le bouclier des Thebai,,. Pourtant, la première preuve archéologique préhistorique de ce symbole a été trouvée dans l'espace danubiano-pontique avec d'autres symboles religieux antiques clés (svastika, croix), sur divers artefacts utilisés dans le contexte rituel par la Culture de Cucuteni-Trypillia.

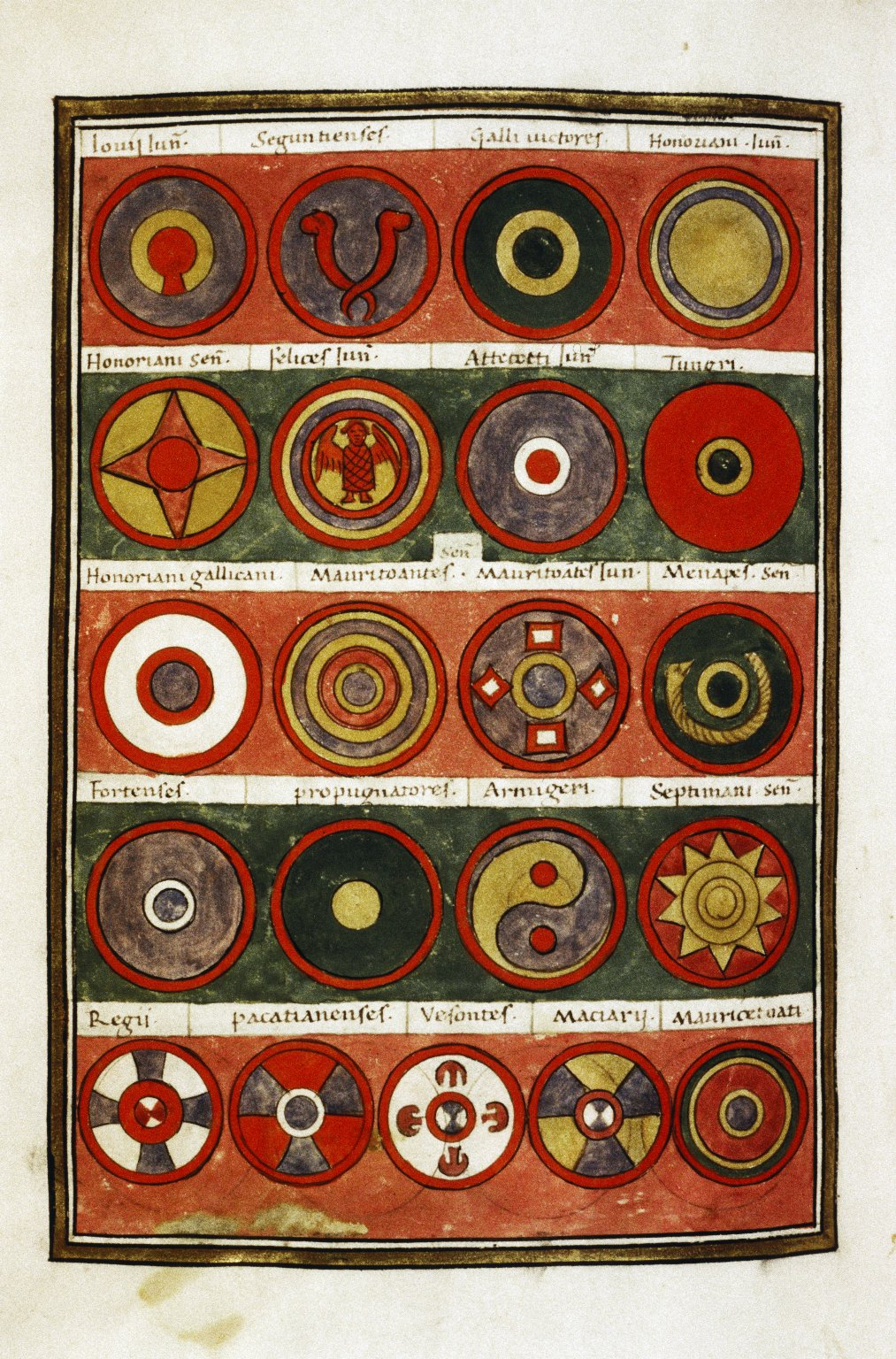
Page d'une copie médiévale de la Notitia Dignitatum (cr. 4e ligne, 3e).
Bouclier des Mauri Osismiaci.
Bouclier des Thebai.

## Taiji
Le terme taiji (太極), ou faîte suprême, apparaît dans le Zhuangzi. Bien qu’il puisse recevoir différentes interprétations, la plupart d’entre elles dérivent de la phrase suivante du xici (1), commentaire du Yi Jing : « Les mutations ont un faîte suprême, qui donne naissance aux deux aspects [yin et yang], qui donnent eux-mêmes naissance aux quatre figures, qui donnent elles-mêmes naissance aux huit trigrammes qui déterminent le favorable et le défavorable, qui donnent naissance aux évènements humains ». Souvent considéré comme équivalent au tao (ou dao, 道), il est parfois associé au concept du sans-faîte wújí （无極/无极） (2). Taiji, littéralement poutre faîtière (ji) suprême (tai), peut s'interpréter comme la pièce maîtresse de la structure de l'univers, sa clef de voûte, à partir de laquelle apparaissent le yin (阴) et le yang (阳).
(1) 易經繫辭傳 (2) 無極

## Commentaires du taijitu
Le Taijitushuo (1), premier commentaire du taijitu dans lequel le symbole apparaît sous la forme « développée » visible plus bas, est attribué à Zhou Dunyi (2) (1017?-1073), lettré confucéen versé dans le taoïsme et intéressé par le bouddhisme. Il comptait parmi ses neveux les frères Cheng, célèbres néo-confucianistes de qui se réclamera Zhu Xi. C’est ce dernier qui décida de développer le bref ouvrage de Zhou, dans lequel il avait reconnu des idées en accord avec sa propre théorie. Bien que Zhou Dunyi n’ait jamais pris de disciples, il fit de lui le précurseur de son école et rédigea à son tour un Taijitushuo qui entrera dans le programme des examens impériaux en l’an 29 de l’ère Kangxi (dynastie Qing).
L’interprétation que fait Zhuxi du symbole et des concepts associés est contestée par les représentants des autres courants. Ainsi, Lu Xiangshan (3) （1139－1192）, son contemporain, voyait dans le yin et le yang des notions métaphysiques, alors que pour Zhu Xi seul le taiji est métaphysique. Les taoïstes lui reprochent d’avoir, en supprimant un mot du commentaire de Zhou Dunyi, confondu entièrement le faîte suprême taiji avec le sans-faîte wuji, alors qu’il s’agit pour eux de deux pôles entre lesquels le pratiquant de l’alchimie interne évolue dans son parcours vers l’immortalité.
(1) 太極圖說 (2)周敦頤 (3) 陸象山

## Les trois taijitu connus

### Taijitu de Zhou

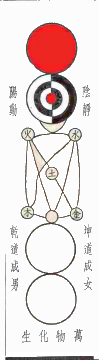
Taijitu de Zhou Dunyi pour la pratique de l’alchimie interne.

La figure ci-contre, appelée zhouzi taijitu (1), est la forme la plus anciennement connue, celle du Commentaire du taijitu de Zhou Dunyi. Particulièrement associée à la pratique taoïste de l’alchimie interne, elle aurait été créée sous le nom de wujitu (figure du sans-faîte), en même temps que d’autres diagrammes rituels, par Chen Bo (2) (872-989). L'ensemble aurait été transmis à Zhong Fang (3), puis à Mu Xiu (4) (979-1032) et Li Gai (5), avant d'aboutir entre les mains de Zhou Dunyi. Le taoïste des Song du Sud Xiao Yingsou (6) et le 43e Maître céleste Zhang Yuchu (7) l'inclurent dans leurs ouvrages.
Huang Zongyan (8) (1616-1686) a laissé un commentaire expliquant les relations entre ce diagramme et le processus de l’alchimie interne :
Lu de haut en bas (ou de gauche à droite dans le cas d'une disposition horizontale), le diagramme représente le processus par lequel le dao donne naissance aux dix-mille êtres et choses de la création ; dans le sens inverse, il s’agit du parcours alchimique d’involution depuis l’état du « ciel postérieur » (9) résultant du processus de différenciation pour retrouver l’état du « ciel antérieur » (10), celui du dao.
- Le cercle du bas représente le champ de cinabre inférieur xiadantian (11), encore appelé porte de xuanpin (12), situé entre le point d’acuponcture mingmen (13) et les reins, site du qi ancêtre zuqi (14) à partir duquel sera fabriqué le cinabre interne ou deqiao (15).
- Le deuxième cercle représente le processus lianji (16) (auto-alchimie) de transformation du jing (17) (essence excessivement yin du ciel postérieur) en qi, puis du qi en shen (18), qui ressortissent au ciel antérieur.
- Le troisième diagramme représente la fusion hehe (19) des cinq éléments, chacun associé à un viscère (foie-bois cœur-feu, rate-terre, poumon-métal, rein-eau).
- Le cercle suivant représente la complétion du processus d’élaboration du cinabre interne. Le trigramme kǎn (17) qui représente l’eau des reins complète le trigramme lí qui représente le feu du cœur pour former le trigramme qián entièrement yang (le trait central yang de kan vient remplacer le trait central yin de li).
- Le dernier cercle représente le retour au wuji (sans-faîte), la libération et l'atteinte de l’immortalité.

(1) 周子太極圖l (2) 陳摶 (3) 種放 (4)穆修 (5) 李溉 (6) 蕭應叟 (7) 張宇初 (8) 黄宗炎 (9) 後天 (10) 先天 (11) 下丹田 (12) 玄牝之門 (13) 命門 (14) 祖氣 (15) 得竅 (16) 煉己 (17) 精 (18) 神 (19) 和合

### Taijitu de Lai

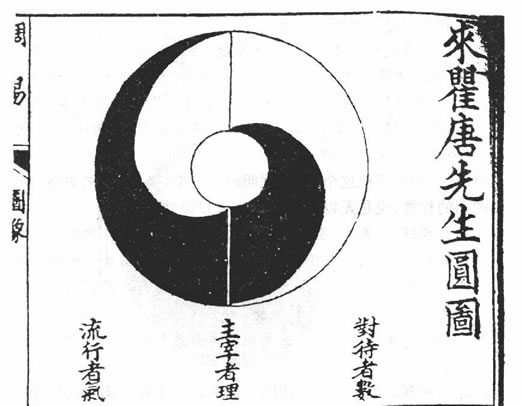
Taijitu de Lai Zhide.

La figure ci-contre est couramment appelée laishi taijitu (1) d’après le nom de son créateur Lai Zhide (2) (1525-1604), néo-confucianiste et pratiquant taoïste de la dynastie Ming, auteur du Zhouyi jizhu (3) (1598), important commentaire du Zhouyi dans lequel se trouve son diagramme. On l’appelle aussi figure circulaire de monsieur Lai Qutang (4). Elle schématise le rôle pivotal du principe li (5), l’opposition des deux catégories yin et yang et la circulation du qi.
(1) 來氏太極圖 (2) 来知徳 (3) 周易集注 (4) 来瞿唐先生圆图 (5) 理

### Taijitu des origines
Le terme Taijitu des origines (1) désigne le symbole largement connu de nos jours, dont l’appellation populaire en chinois est poissons yin et yang (2).
Selon l’ouvrage Discrimination des diagrammes de mutations (3) de Hu Wei (4) (1633-1714) des Qing, il représente le mouvement d'alternance des qi yin (noir) et yang (blanc) inconcevables l’un sans l’autre et recélant chacun un germe de l’autre. Certains puristes[Qui ?] considèrent que le yin et le yang y étant figurés séparés, il ne s’agit pas rigoureusement d’un taijitu, le concept de taiji n’admettant aucune différenciation.[réf. nécessaire]
Ce diagramme peut faire l’objet de différentes interprétations spécifiques en fonction du domaine d’application.
(1) 先天太極圖 (2) 陰陽魚 (3) yitu mingbian 易圖明辨 (4) 胡渭